# Batalla de Catanzaro
|  | Per a altres significats, vegeu «Batalla de Catanzaro (1287)». |

La batalla de Catanzaro fou una de les batalles de la Guerra de Sicília

## Antecedents
La mort d'Alfons el Franc el 1291 donà origen, quatre anys més tard, a un gran conflicte entre la Corona d'Aragó i el Regne de Sicília doncs Jaume el Just fou proclamat monarca de la Corona d'Aragó i delegà el regne de Sicília en el seu germà petit, Frederic.
La pau d'Anagni es va signar el 1295, i en ella Jaume el Just cedia el Regne de Sicília als Estats Pontificis i rebia del papa en compensació 12.000 lliures torneses i probablement la promesa d'infeudació de Còrsega i Sardenya, el casament de Jaume el Just amb Blanca de Nàpols, filla de Carles II d'Anjou i el retorn dels tres fills que Carles II d'Anjou havia hagut de deixar com a ostatges a Catalunya en canvi de la seva llibertat el 1288 alteraren radicalment la situació, car els sicilians es consideraren deslligats de la fidelitat deguda a Jaume II de Mallorca. En el mateix document, Carles I de Valois renunciava a la Corona d'Aragó i Jaume el Just tornava les Balears a Jaume II de Mallorca, a qui havien estat confiscades per Alfons el Franc.
Frederic II de Sicília comptà amb el suport de molts dignataris catalans de Sicília i fou investit pel Parlament Sicilià l'11 de desembre de 1295 i coronat rei de Sicília el 25 de maig de 1296, nomenant el càrrec de virrei i de capità general de Sicília a Guillem Galceran de Cartellà i capità general de Calàbria a Blasco d'Alagó el vell, i iniciant una ofensiva a Calàbria.
Després de conquerir Squillace, durant el setge de Catanzaro, Roger de Flor va pactar amb els assetjats i les viles veïnes una treva de 40 dies, i si no rebien reforços angevins, es rendirien. La treva es trencà per l'assalt a Crotona. Frederic s'hi va dirigir i va fer retornar allò robat i va alliberar presoners angevins de les galeres per compensar els morts, però va distanciar al rei i l'almirall.
Els angevins també foren vençuts a la batalla de Le Castella quan l'estol de Roger de Llúria es dirigia a socórrer Rocca Imperiale, però Roger de Llúria fou desposseït dels seus castells sicilians i va intentar un aixecament contra Frederic a Calàbria.

## Desenvolupament tàctic
En absència de Blasco d'Alagó el vell els vilatans de Catanzaro, amb l'ajut de Roger de Llúria i Pedro Russo van assetjar el castell en nom de Carles II d'Anjou, i la guarnició va decidir rendir-se si en trenta dies Frederic II de Sicília no els enviava socors. El dia abans del termini, Blasco d'Alagó va arribar amb només dos-cents soldats i uns pocs almogàvers.
Roger de Llúria, ferit en un braç, fou retirat de la batalla per un soldat que el va dur en cavall al castell de Badolato. L'experiència dels sicilians va pesar sobre la superioritat numèrica dels napolitans, que en veure caure al seu líder, pensant que era mort, van fugir de la batalla. Roger de Llúria es retirà a la cort de Jaume el Just.